# Robert Shapiro
Robert Leslie Shapiro (Plainfield, 2 settembre 1942) è un avvocato statunitense, senior partner dello studio legale Glaser Weil Fink Jacobs Howard Avchen & Shapiro, LLP di Los Angeles.

## Biografia
Shapiro è principalmente conosciuto per essere stato l’avvocato di tante star americane ma soprattutto per aver fatto parte della squadra di avvocati che ha difeso con successo O. J. Simpson nel 1995 dalle accuse di aver assassinato la sua ex moglie Nicole Brown e Ronald Goldman nel 1994, nel cosiddetto caso O. J. Simpson. Poco dopo il processo Simpson, Shapiro smise di praticare la difesa penale per passare a quella civile. Egli è anche la voce degli spot televisivi per l'azienda LegalZoom che ha cofondato.
Shapiro è nato a Plainfield nel New Jersey da una famiglia ebrea. Si è laureato presso di LA Hamilton HS c: a UCLA 1961 e nel 1965, con una laurea in Storia. Ha conseguito il Juris Doctor presso la Loyola Law School nel 1968. Shapiro ha sposato Linell Thomas l'8 marzo 1970 e ha un figlio, Grant. Un altro figlio, Brent, è stato trovato morto da un'overdose di MDMA in data 11 ottobre 2005. La morte di Brent Shapiro ha dato origine alla "Fondazione Brent Shapiro", una organizzazione non-profit con l'obiettivo di aumentare la consapevolezza di rischi della droga, per la quale ricopre il ruolo di presidente del consiglio, così come Pickford Loft, un centro di riabilitazione.
Il suo ruolo è interpretato da John Travolta nella prima stagione della serie tv American Crime Story.